# Русская Бокла
Русская Бокла — село в Бугурусланском районе Оренбургской области. Административный центр Русскобоклинского сельсовета.

## География
Село находится на расстоянии примерно 39 км (по прямой) к северо-востоку от города Бугуруслан, административного центра района.

### Часовой пояс
Село Русская Бокла, как и вся Оренбургская область, находится в часовой зоне МСК+2. Смещение применяемого времени относительно UTC составляет +5:00.

## История
Село основано в 1787 году переселенцами из села Русский Кандыз. Название дано по местной реке Бокла (приток Мочегая). Село обрело свой статус в 1836 году после постройки Казанской церкви.

## Население
| 2010 |
| ---- |
| 355  |

### Национальный состав
Согласно результатам переписи 2002 года, в национальной структуре населения русские составляли 90 % из 484 чел.